# Army Commendation Medal

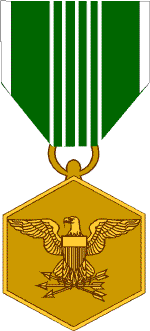
Army Commendation Medal

Army Commendation Medal (deutsch Heeres-Anerkennungsmedaille) ist eine Commendation Medal der Streitkräfte der Vereinigten Staaten, die für nachhaltige militärische Verdienste im direkten Kontakt mit dem Gegner vergeben wird, wenn der Bronze Star nicht verliehen werden kann.
Alle Teilstreitkräfte haben ihre eigene Commendation Medal, die Army Commendation Medal ist für den militärischen Dienst der United States Army vorgesehen.
Erstmals wurden die Commendation Medals von der United States Navy und der United States Coast Guard 1943 sowie 1949 von der Army als Service Ribbon vergeben, erst ab 1960 als vollwertige Medaillen.
Mehrfachauszeichnungen werden bei der Army Commendation Medal mit goldenem oder silbernem Eichenlaub dargestellt.
In der Order of Precedence, der Rangfolge, rangieren die Commendation Medals unter der Aerial Achievement Medal und über den Achievement Medals.

## Bildergalerie

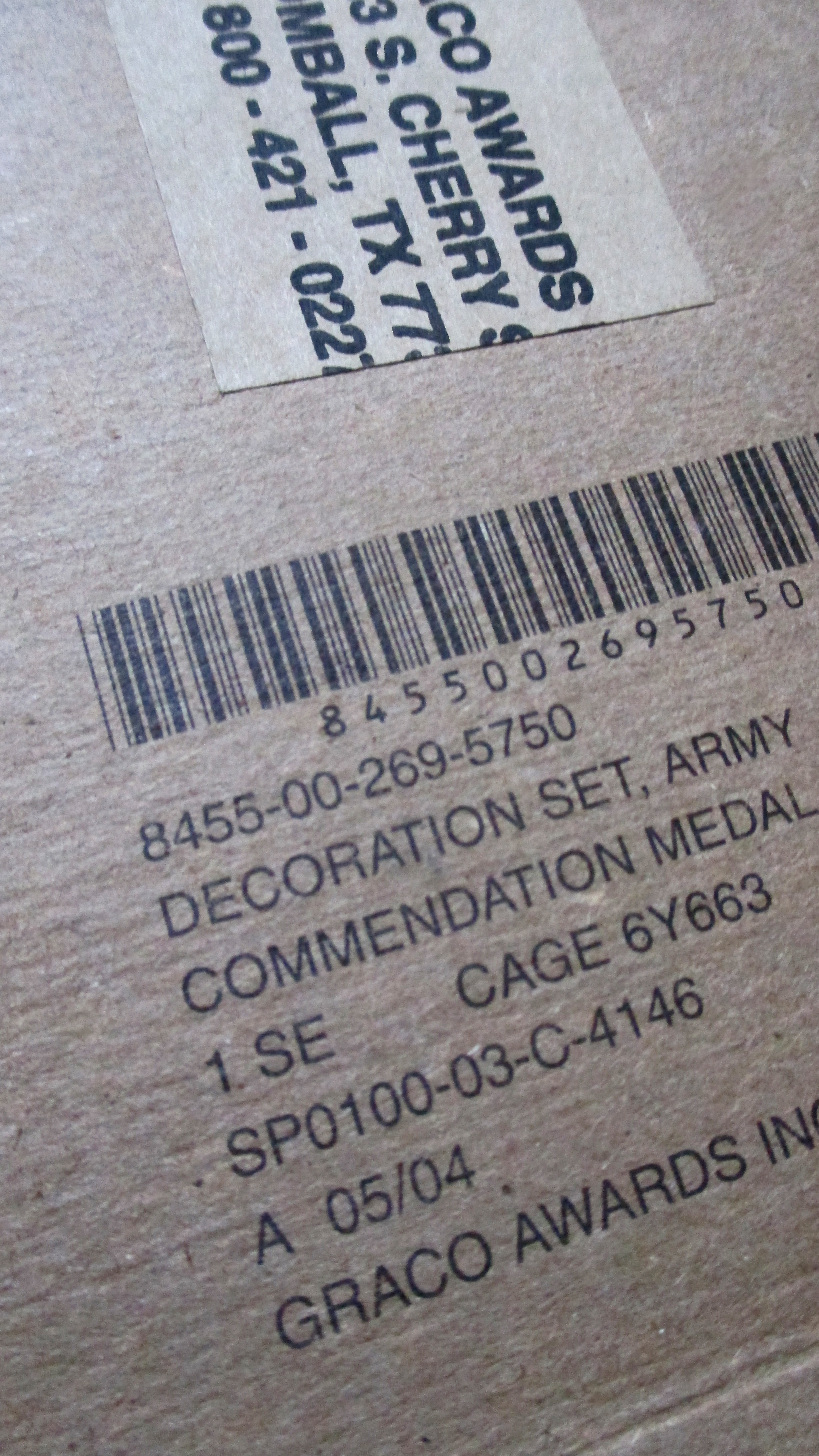
US Army Commendation Medal – Verpackung
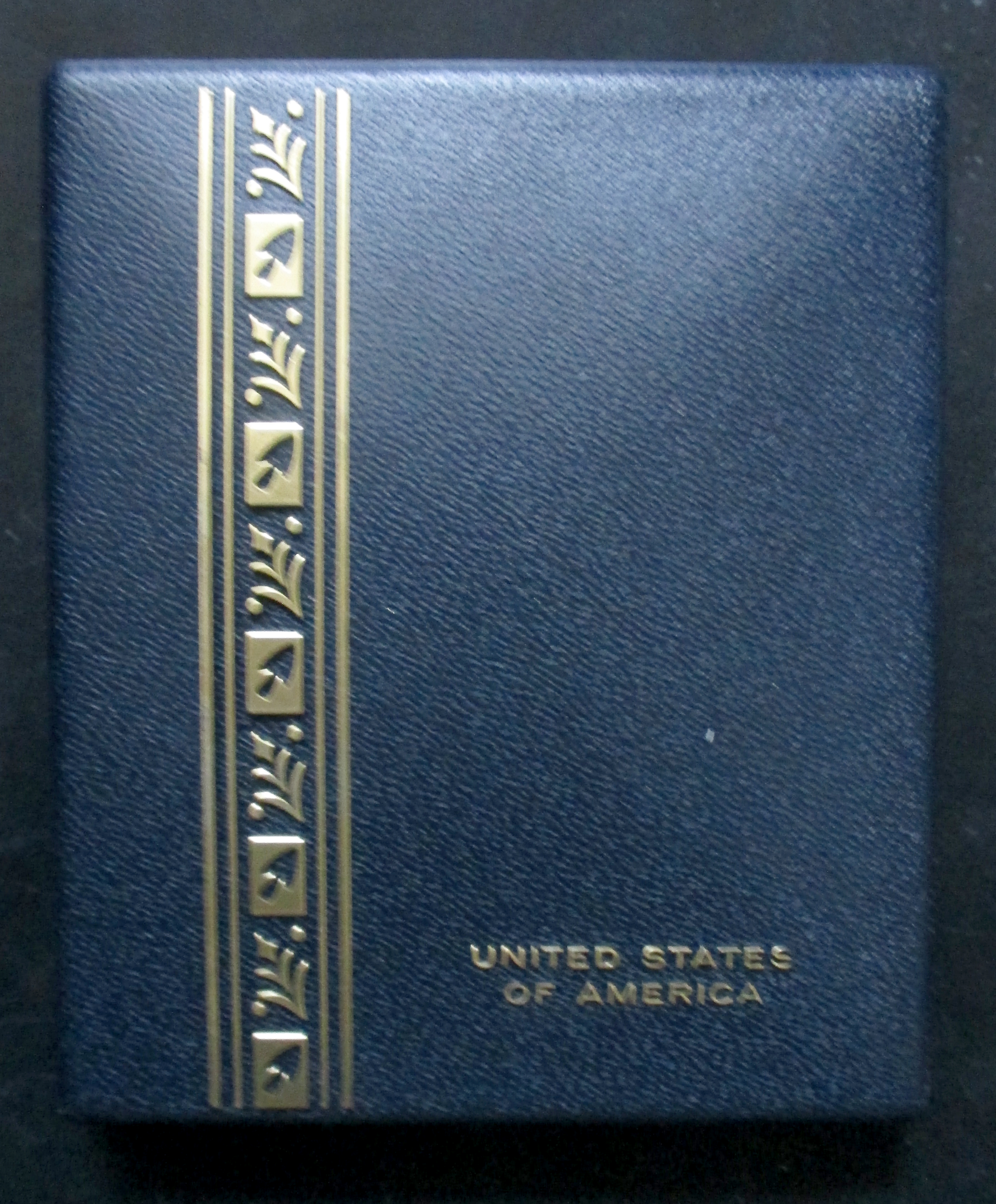
US Army Commendation Medal – Orden in der Box
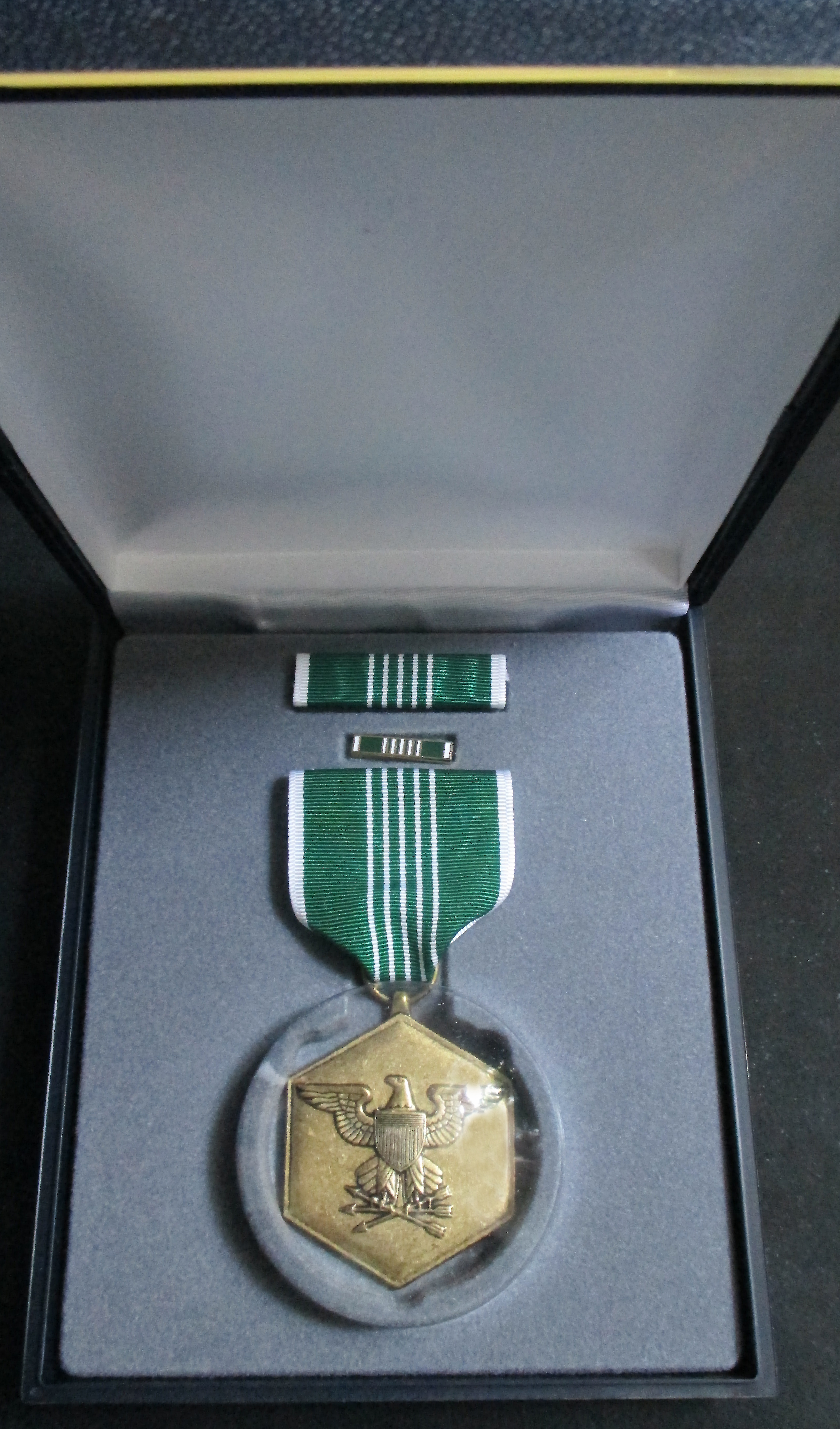
US Army Commendation Medal – Orden in Box mit Ordenspangen
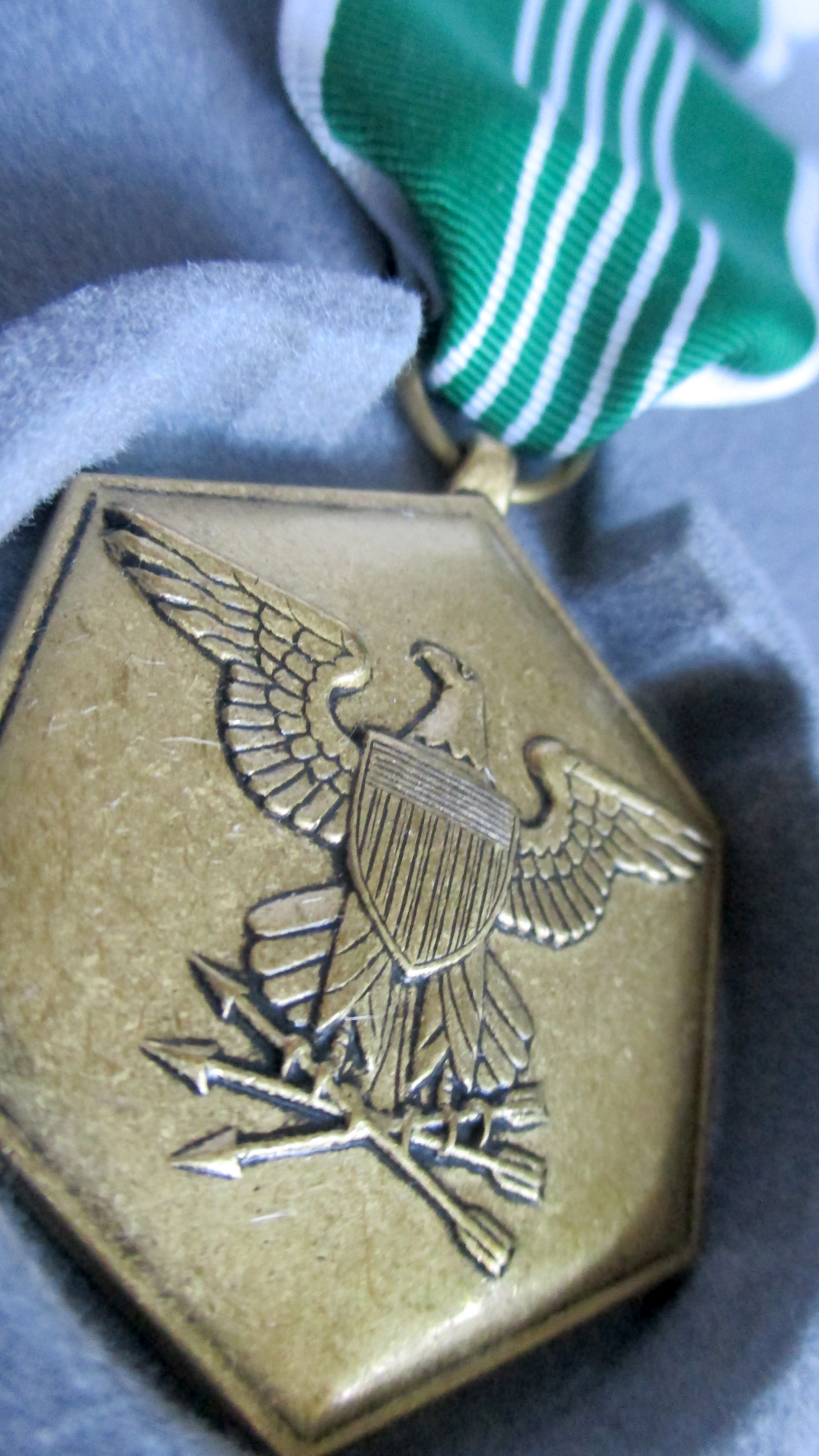
US Army Commendation Medal – Orden
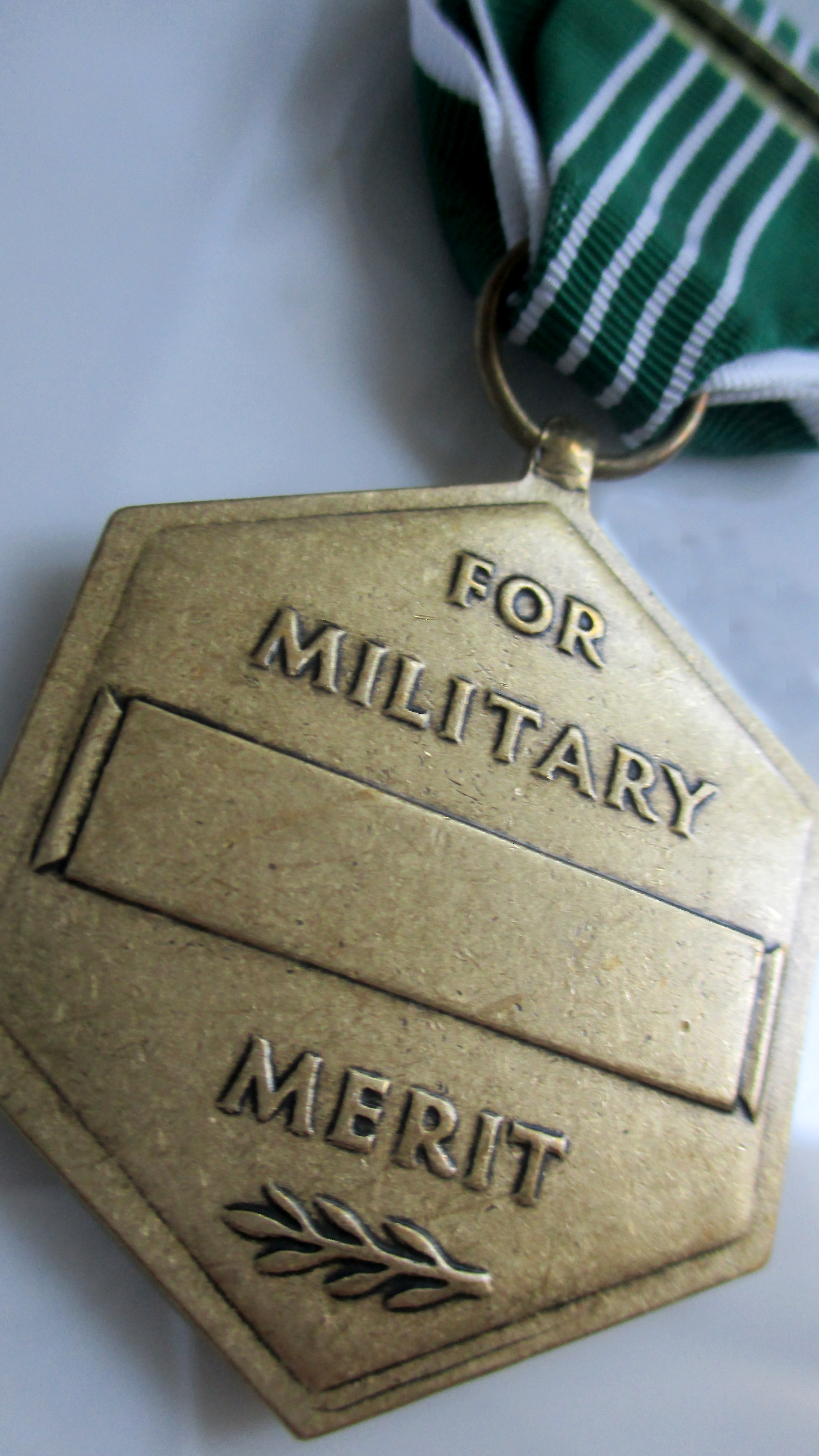
US Army Commendation Medal – Orden Rückseite